# Star Wars: Episode II: Attack of the Clones (soundtrack)
Star Wars: Episode II: Attack of the Clones is de soundtrack van de Britse film Star Wars: Episode II: Attack of the Clones. Het album werd gecomponeerd door John Williams en kwam uit op 23 april 2002, twee weken voor de film.

## Tracklijst
1. "Star Wars Main Title and Ambush on Coruscant"  – 3:46
2. "Across the Stars (Love Theme from Attack of the Clones)"  – 5:33
3. "Zam the Assassin and the Chase Through Coruscant"  – 11:07
4. "Yoda and the Younglings"  – 3:55
5. "Departing Coruscant"  – 1:44
6. "Anakin and Padmé"  – 3:57
7. "Jango's Escape"  – 3:48
8. "The Meadow Picnic"  – 4:14
9. "Bounty Hunter's Pursuit"  – 3:23
10. "Return to Tatooine"  – 6:57
11. "The Tusken Camp and the Homestead"  – 5:54
12. "Love Pledge and the Arena"  – 8:29
13. "Confrontation with Count Dooku and Finale"  – 10:45
14. "On the Conveyor Belt"  – 3:02 (Target exclusive bonus track)

Totaal : 73:43

## Hitnoteringen

### NPO Klassiek Filmmuziek Top 200
| Als Star Wars in de NPO Klassiek Filmmuziek Top 200 | Als Star Wars in de NPO Klassiek Filmmuziek Top 200 | Als Star Wars in de NPO Klassiek Filmmuziek Top 200 | Als Star Wars in de NPO Klassiek Filmmuziek Top 200 | Als Star Wars in de NPO Klassiek Filmmuziek Top 200 | Als Star Wars in de NPO Klassiek Filmmuziek Top 200 | Als Star Wars in de NPO Klassiek Filmmuziek Top 200 | Als Star Wars in de NPO Klassiek Filmmuziek Top 200 | Als Star Wars in de NPO Klassiek Filmmuziek Top 200 | Als Star Wars in de NPO Klassiek Filmmuziek Top 200 | Als Star Wars in de NPO Klassiek Filmmuziek Top 200 |
| Jaar                                                | 2016                                                | 2017                                                | 2018                                                | 2019                                                | 2020                                                | 2021                                                | 2022                                                | 2023                                                | 2024                                                | 2025                                                |
| --------------------------------------------------- | --------------------------------------------------- | --------------------------------------------------- | --------------------------------------------------- | --------------------------------------------------- | --------------------------------------------------- | --------------------------------------------------- | --------------------------------------------------- | --------------------------------------------------- | --------------------------------------------------- | --------------------------------------------------- |
| Positie                                             | 18                                                  | 5                                                   | 3                                                   | 3                                                   | 3                                                   | 5                                                   | 3                                                   | 5                                                   | 7                                                   | 6                                                   |